# NGC 5266
NGC 5266 је елиптична галаксија у сазвежђу Кентаур која се налази на NGC листи објеката дубоког неба.
Деклинација објекта је - 48° 10' 9" а ректасцензија 13h 43m 1,8s. Привидна величина (магнитуда) објекта NGC 5266 износи 11,0 а фотографска магнитуда 12,0. Налази се на удаљености од 40,8000 милиона парсека од Сунца. NGC 5266 је још познат и под ознакама ESO 220-33, AM 1339-475, IRAS 13399-4755, PGC 48593.